# Глинокар'єр
Глинокар'єр — селище в Україні, у Попаснянській міській громаді Сіверськодонецького району Луганської області. Населення становить 9 осіб.

## Населення
За даними перепису 2001 року населення селища становило 9 осіб, з них 77,78% зазначили рідною українську мову, а 22,22% — російську.